# أريندا جريمبيرج
أريندا جريمبيرج (بالهولندية: Arenda Grimberg) مواليد 10 مارس 1978 في هولندا، هي متسابقة دراجات هولندية. فازت ببطولة العالم لسباق الدراجات على الطريق.

## وصلات خارجية
- أريندا جريمبيرج على موقع الاتحاد الدولي للدراجات (الإنجليزية)
- أريندا جريمبيرج على موقع أرشيف الدراجات (الإنجليزية)
- أريندا جريمبيرج على موقع إحصائيات الدراجات الإحترافية (الإنجليزية)
- أريندا جريمبيرج على موقع نسبة الدراجات (الإنجليزية)